# (612388) 2002 PV170
(612388) 2002 PV170 est un objet transneptunien faisant partie des cubewanos.

## Caractéristiques
(612388) 2002 PV170 mesure environ 170 km de diamètre.